# Szelindek

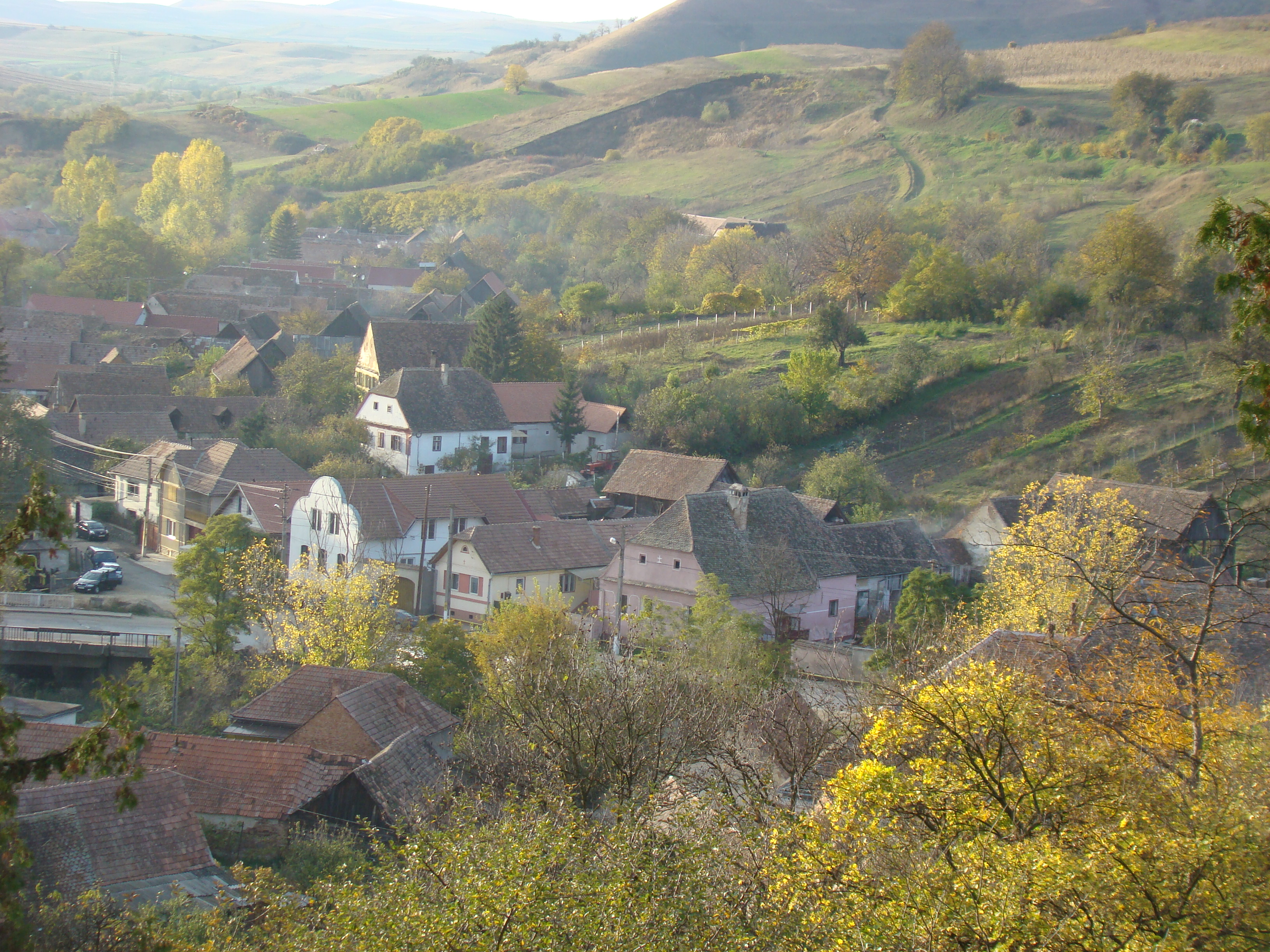

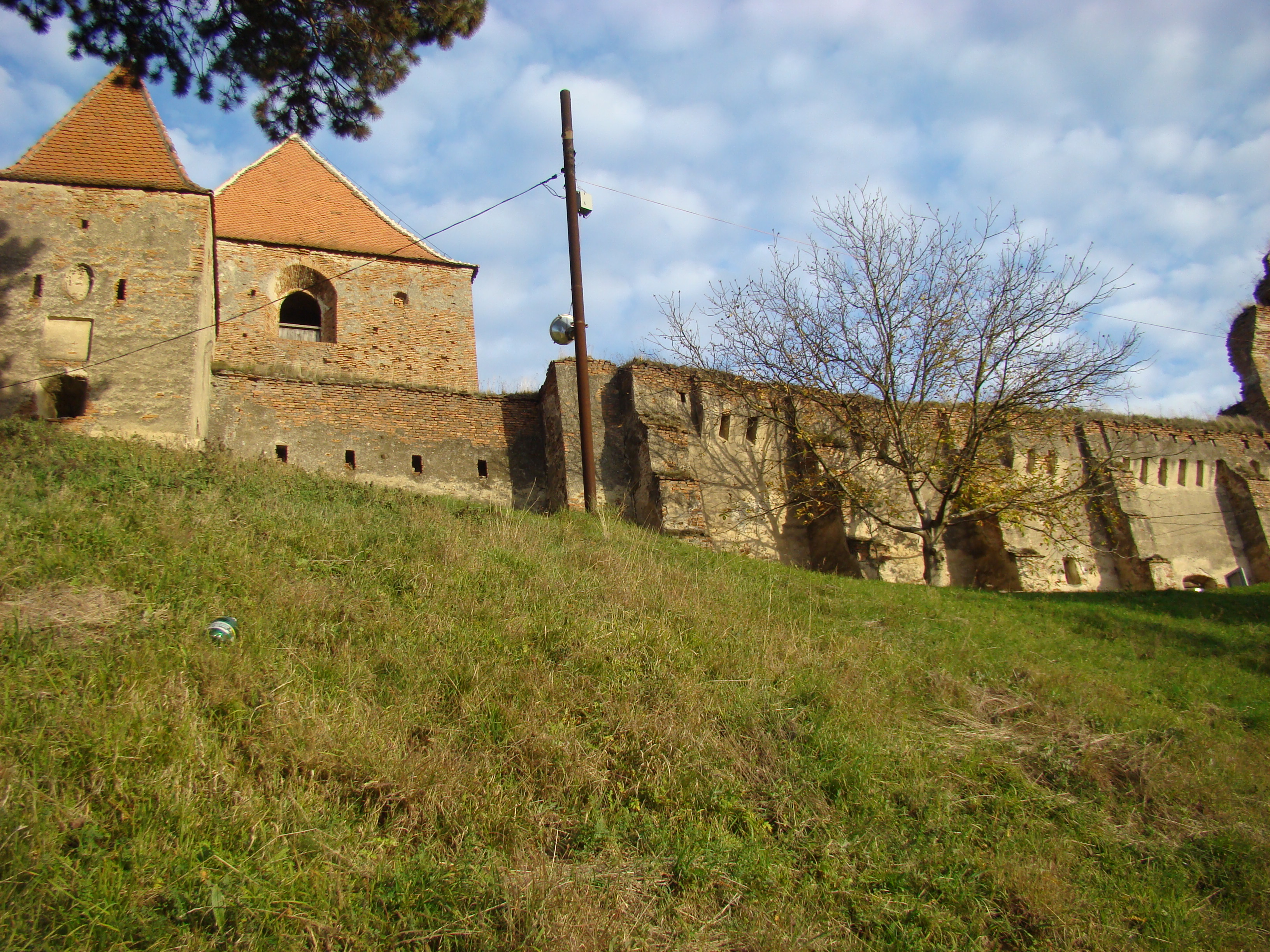

Szelindek (románul Slimnic, németül Stolzenburg, szászul Stulzenbrich) falu Romániában, Erdélyben, a történeti Királyföldön, Szeben megyében, Nagyszebentől 16 km-re északra, a nagyszeben–medgyesi főút mentén, az azonos nevű község központja.

## Nevének eredete
Neve szláv eredetű. Történeti névalakjai: Stolchumbercht (1282), Stolczenberg (1302), Zelenduk (1341), Stolcumberg (1342), Stolczenburg (1409), Nagyzelyndek (1500), Zelendek (1514 és Stoltzvár (1569). Román neve a szlávból való, ezt Murádin László egy 'szilvás' értelmű délszláv szóból magyarázza. Német nevének jelentése 'büszke vár'. A helységnévrendezéskor (1909-ben) már megállapították számára a Büszkevár nevet, de a Belügyminisztérium felülbírálta a döntést, így megtartotta nevét.

## Története
Szebenszéki szász szabadfalu volt. 1658-ban a törökök, 1668-ban a tatárok dúlták föl, de a várba felhúzódó lakosság épségben megmenekült. 1733–34-ben landlerek (karintiai kriptoprotestánsok) települtek be, de többségük a század második felében elköltözött. 1755-ben 153 szász és 84 román, 1820-ban 305 szász és 234 román adóköteles családfő lakta.
Görögkatolikus egyháza 1805-ben jött létre. A románok az 1850-es években kerültek többségbe a lakosságon belül. Mind a szászok, mind a románok földműveléssel foglalkoztak, de nem minden románnak volt saját földje és általában kisebb birtokkal rendelkeztek. A szászok mintájára a románok is négy Nachbarschaftot, 'szomszédságot' alkottak. A zárt utcafrontos falukép csak a 19. században alakult ki.
Az 1848–49-es forradalom és szabadságharc idején Bem csapatai itt verték vissza Puchner támadásait 1849. január 24-én, majd 31-én is. 1876-ban Szeben vármegye Nagyszebeni járásához csatolták.

## Népessége
1900-ban 2929 lakosából 1549 volt román és 1341 német anyanyelvű; 1342 evangélikus, 1057 ortodox és 490 görögkatolikus vallású.

2002-ben 2541 lakosából 2480 volt román és 29 német nemzetiségű, 2433 ortodox, 56 baptista és 29 evangélikus vallású.

## Nevezetességei
- Vára a község közepén, egy ötven méter magas dombon áll. Nagy valószínűséggel egy gerébi család építette a 14. vagy a 15. században, de később a helyi szász lakosság használta parasztvárként. Először 1529-ben említik, amikor a Markus Pemfflinger szebeni királybíró védte várat Szapolyai János Báthori István vezette hadai bevették, de a fősereg továbbvonulása után a Hähn Márton vezette szebeni segédcsapat még aznap éjjel visszafoglalta. 1602-ben a szebeniektől Székely Mózes foglalta el. 1705-ben a kurucok rohammal vették be. 1707-ben a kivonuló kurucok súlyosan megrongálták. 1715-ben a lakók javítani kezdték, de az 1719-es pestisjárvány után sorsára hagyták és azóta pusztul.
- A vár téglából épült. Az északi szárny épült legkorábban, itt találjuk a 12 × 12 méteres alaprajzú öregtornyot, ennek keleti oldalán egy boltozott, egykor emeletes helységet, nyugati oldalán pedig egy másik tornyot, melyet a kuruc háborúk után még újjáépítettek. Az első bejárat az északkeleti szegleten lehetett, az itt álló, valaha csapórácsos kaputoronynak 1870-ben omlott be a második emelete. Valószínűleg egy második építési fázisban emelték a palotaszárnyat a korábbi építményektől délre. Ennek földszintje hajdan három, emelete öt méter magas volt. A középső falakat a 19. század közepén bontották el temetőfalnak. A palotától délre álló szárnyat már a faluközösség építette a 16. században. Ez egy külső, ún. baromudvarból (ahová veszély esetén az állatokat terelték), egy rondellából és egy toronyból állt. Itt fúrták az egykor 70 méter mély várkutat is.
- Gótikus evangélikus erődtemplomának szentélye a 15. század közepéről, hajója a 16. század elejéről való. Tornya nincsen. A templomban található Thomas Bordan síremléke, amely teljes papi díszban, kezében Bibliával, kehellyel és a családi címerrel ábrázolja.
- A domboldalon álló Szent Arkangyalok ortodox templom 1831-ben épült, 1889 és 1910 között átépítették.
- Szelindek és Nagycsűr között a Zakelberg déli oldalának sztyeppi növénytársulása, öt hektáron a Mezőséget idézi: 314 növényfaj (uralkodó faja a csinos árvalányhaj és a szőrfű, érdekességek a tátorján, a déli csüdfű, a bugás hagyma, a sziklai hagyma, a tavaszi hérics, a sárga szarumák és a törpe mandula), 400 rovar- és 74 pókfaj. Rendszeresen kaszálják.[5]

## Híres emberek
- 1816-ban az itt járó Kazinczy Ferencet hűvösen fogadták a szász gazdák: "Szelindeken a nápész fogadós (franciául niais) a maga Hans Michel képével könnyen bánt velünk; kimondá, hogy neki semmije sincs s ment. Szekereink táskái nem voltak üresek s a fogadós ebédje nélkül is elleheténk, de a nap olvasztó hevében kiküldénk cselédinket aludttejért. Elindulék magam is, mert ez elég ürügy vala, beszédbe eredni velök, megtekinteni udvaraikat, architecturájokat, bútorjaikat. Koldulgatásomhoz egy tehetős gazdánál fogtam; annak gyaníttatá legalább a csinos ház s a cifra ablakrostély. […] A durcás szász laconicus feleletére méltóztatott s ámbár szólásom, öltözetem s beretvált ajakam nem mutatá neki, hogy társa nem vagyok, rám sem néze. Úgy hittem, szomorúságban van háza s továbbmentem. Így bána velem a második, a harmadik, a negyedik, az ötödik."[6]
- 1849. január 20-án itt csatlakozott a Debrecenből érkező Petőfi Sándor Bem táborához.
- Itt született Johann Plattner prózaíró.

## Képek

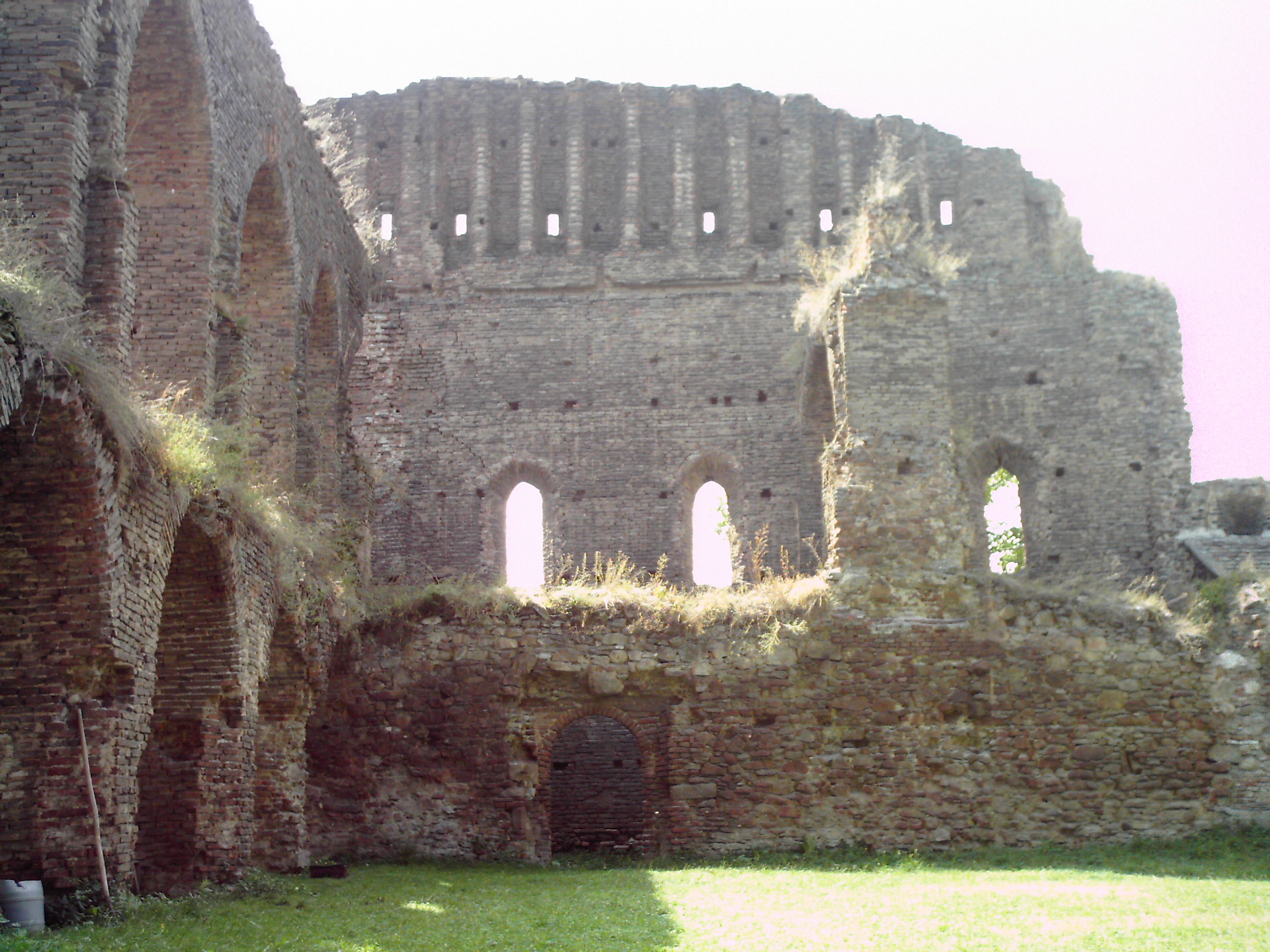
A vár egykori palotaszárnya
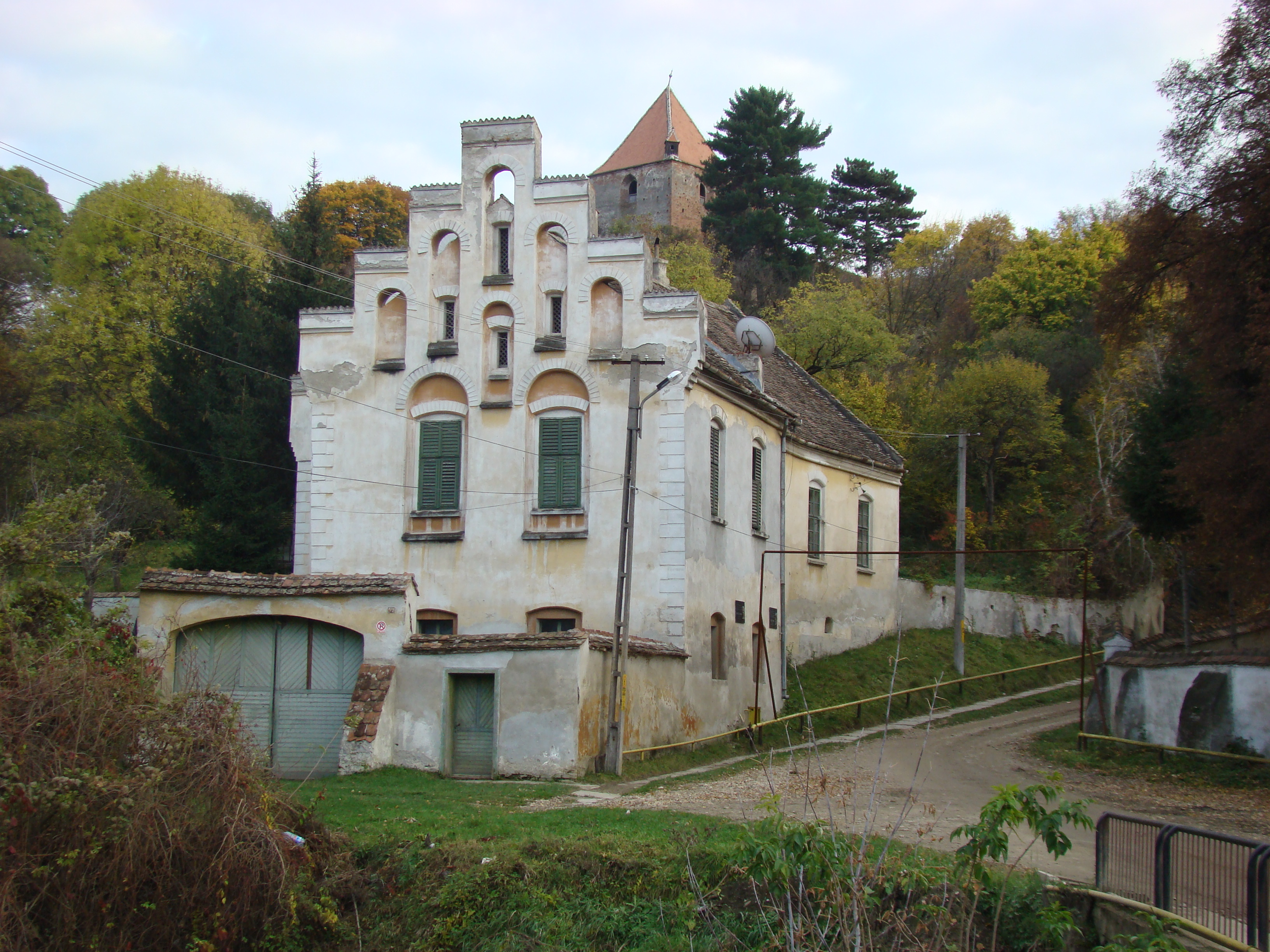
Evangélikus parókia
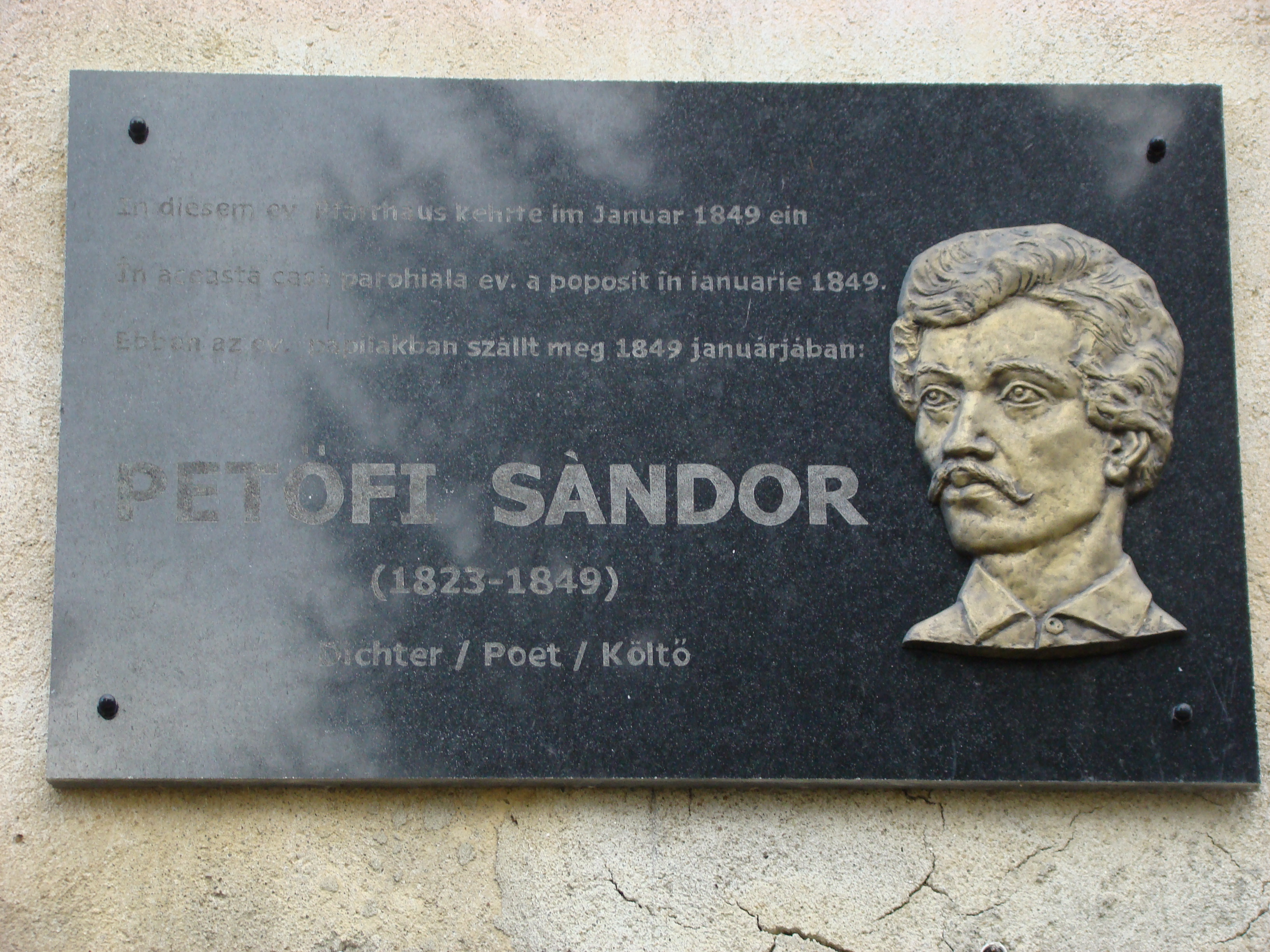
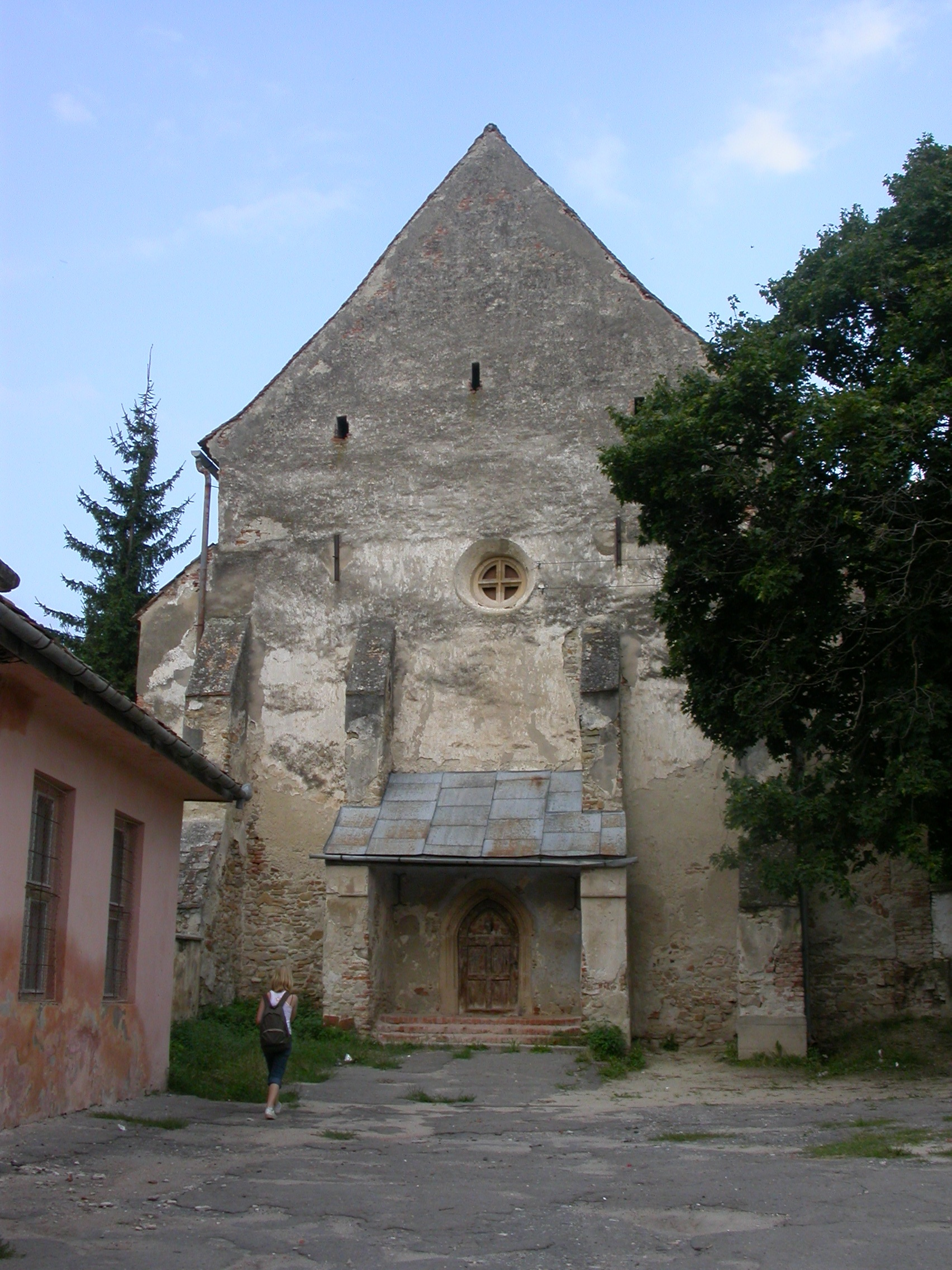
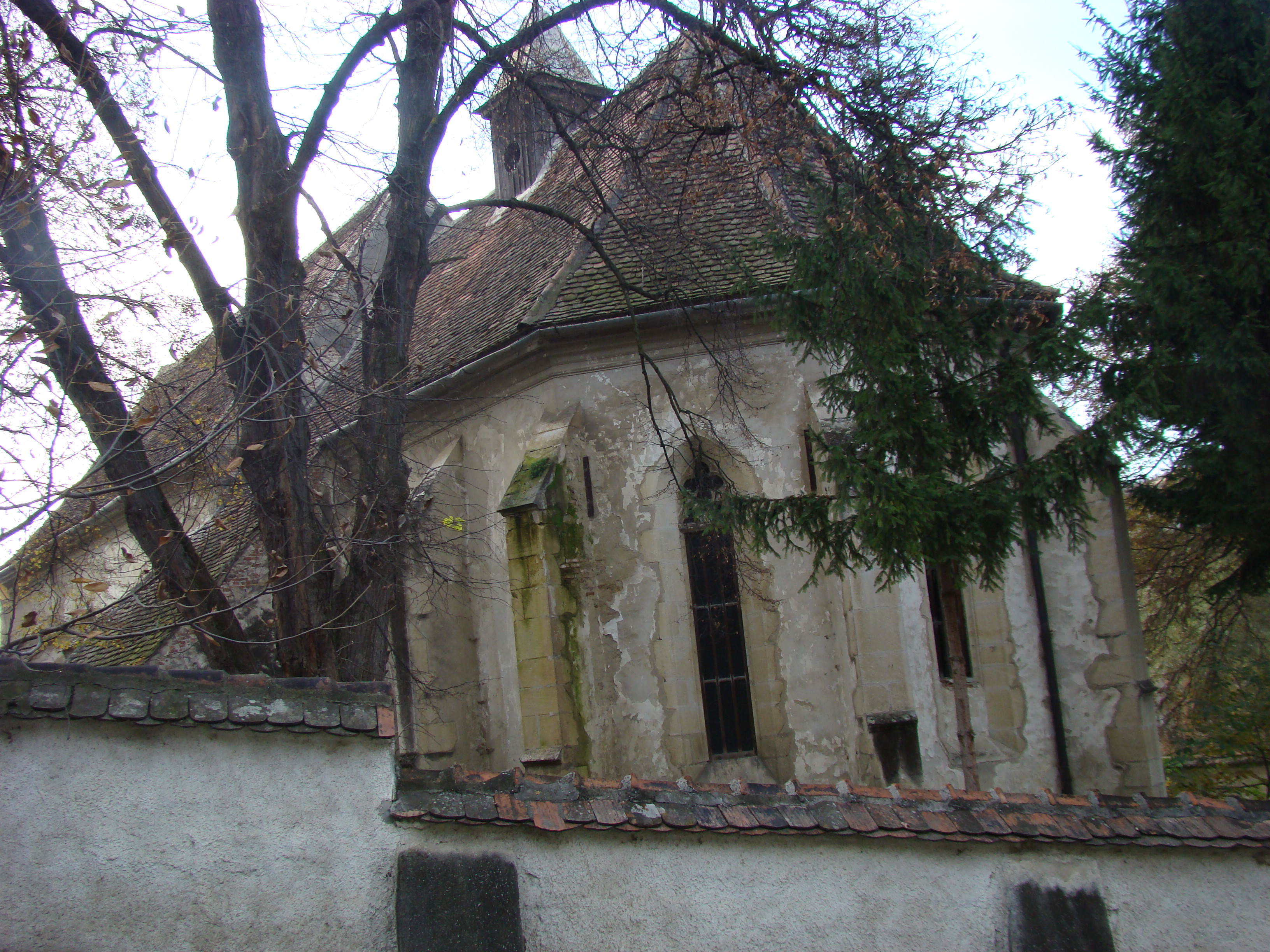
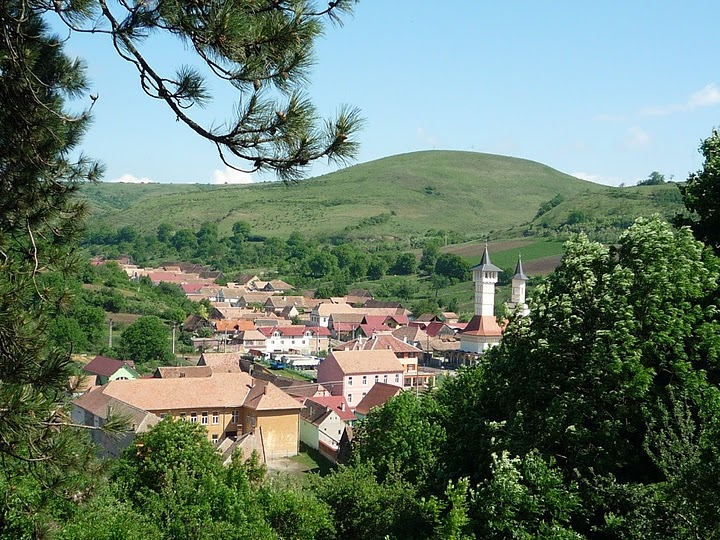